# Mildred Trotter
Mildred Trotter (3 de febrero de 1899 - 23 de agosto de 1991) fue una pionera estadounidense como historiadora forense y antropóloga forense . 

## Biografía
Trotter nació en Monaca, Pensilvania . Recibió su licenciatura en zoología y fisiología del Mount Holyoke College en 1920. Fue contratada por la Universidad de Washington en St. Louis como investigadora en la Facultad de Medicina y el Departamento de Anatomía. Su trabajo contribuyó a su título. Recibió una maestría en 1921 y un doctorado. en anatomía en 1924, después de lo cual se convirtió en instructora de anatomía.  Aceptó una beca del Consejo Nacional de Investigación en Antropología Física para el año académico 1925-26 y estudió en la Universidad de Oxford en Inglaterra, con Arthur Thomson . Como resultado de este trabajo, publicó su primer artículo de investigación sobre los huesos, "Los segmentos móviles de la columna vertebral en los antiguos egipcios". Regresó a la Facultad de Medicina de la Universidad de Washington al año siguiente y Robert J. Terry, jefe del Departamento de Anatomía, la ascendió a profesora asistente. Cuatro años más tarde obtuvo la titularidad y se convirtió en profesora asociada. En 1946, después de quejarse ante el jefe del Departamento de Anatomía, EV Cowdry, y ser evaluada por un comité,  Trotter finalmente fue ascendida a profesora titular de Anatomía Gross, convirtiéndose en la primera mujer en ocupar ese rango en la Universidad de Washington. 
En 1948, a Trotter se le concedió una licencia de 14 meses de la Universidad de Washington para trabajar con el Servicio de Registro de Tumbas del Ejército de EE. UU., en el Laboratorio Central de Identificación en Schofield Barracks en Hawái. Su trabajo consistía en ayudar a identificar los restos de hombres y mujeres militares estadounidenses. Su laboratorio identificó el 94 por ciento de los restos analizados. Frustrada por la falta de datos registrados para predecir la altura y la edad, recopiló sus propias medidas y creó una importante base de datos de información. El trabajo de Trotter con Goldine C. Gleser en 1952 creó fórmulas de regresión estadística para el cálculo de estimaciones de estatura a partir de huesos largos humanos, basadas en una población de víctimas estadounidenses de la Guerra de Corea y la colección de restos humanos de Terry. Estas fórmulas todavía se aplican ampliamente en el campo.    
En 1958, Trotter se convirtió en profesora de Anatomía, cargo que ocupó hasta 1967, cuando quedó sujeta a jubilación obligatoria a la edad de 68 años. Como profesora emérita, continuó activa en la investigación, dando conferencias y escribiendo hasta 1984.Entre 1926 y 1967 enseñó a casi 4.000 estudiantes, incluidos los premios Nobel Dr. Earl Wilbur Sutherland, Jr. y Dr. Daniel Nathans. 
Fue miembro fundador de la Asociación Estadounidense de Antropólogos Físicos y su primera mujer presidenta (1955-1957). Fue presidenta de la Junta Anatómica del Estado de Misuri de 1957 a 1967 y presidenta de la Junta Anatómica de St. Louis de 1941 a 1948 y de 1949 a 1967. A los 86 años, Trotter sufrió un derrame cerebral que lo incapacitó. Por deseo suyo, su cuerpo fue donado tras su muerte el 23 de agosto de 1991 a la Facultad de Medicina de la Universidad de Washington.

## Premios y honores
Trotter recibió varios títulos honoríficos, incluido un Sc. D. de Western College for Women en 1956, una Sc. D. de Mt. Holyoke College en 1960 y un D.Sc. de la Universidad de Washington en 1980. Fue nombrada Mujer de logros en ciencias en 1955 por el St. Louis Globe-Democrat . Fue la primera mujer en recibir la Medalla del Fondo Vikingo en Antropología Física de la Fundación Wenner Gren para la Investigación Antropológica en 1956. 
El Premio Mildred Trotter, llamado así en su honor por su trabajo sobre biología esquelética, se otorga a estudiantes por trabajos excepcionales en el campo de la antropología física .  

## Biografía
En 2022, Routledge publicó su biografía titulada Mildred Trotter and the Invisible Histories of Physical and Forensic Anthropology . Fue escrito por Emily Wilson.